# Joseph Franz von Goez

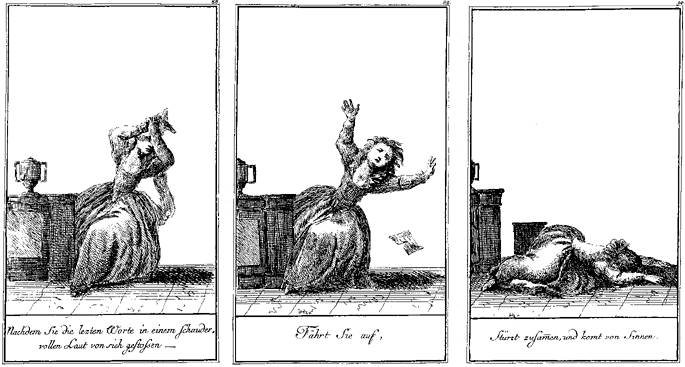
Il·lustració al melodrama "Lenardo i Blandine", gravat de coure Facsímil de la primera edició

Joseph Franz von Goez   (Sibiu, 28 de febrer de 1754 - Ratisbona, 16 de setembre de 1815) va ser un advocat, artista, il·lustrador i retratista actiu a Viena a mitjan segle xviii. A Goez se li atribueix la creació de la primera novel·la gràfica, amb l'autoria de l'obra Lenardo und Blandine: ein Melodram nach Bürger. Es tracta d'un llibre d'històries il·lustrades d'una obra que Goez havia escrit i produït basada en un poema de Gottfried August Bürger 